# 杨希雪
杨希雪，MBE（英語：Hai Shuet Yeung，1936年—），英国华裔画家，“变象视觉”艺术家，诗人，艺术理论家。

## 生平
1936年出生於广东信宜市新堡镇石垌村，2008年11月21日獲英国查爾斯王子代表伊丽莎白二世向其颁发了大英帝國勳章MBE。